# Liste deutscher Dokumentarfilme

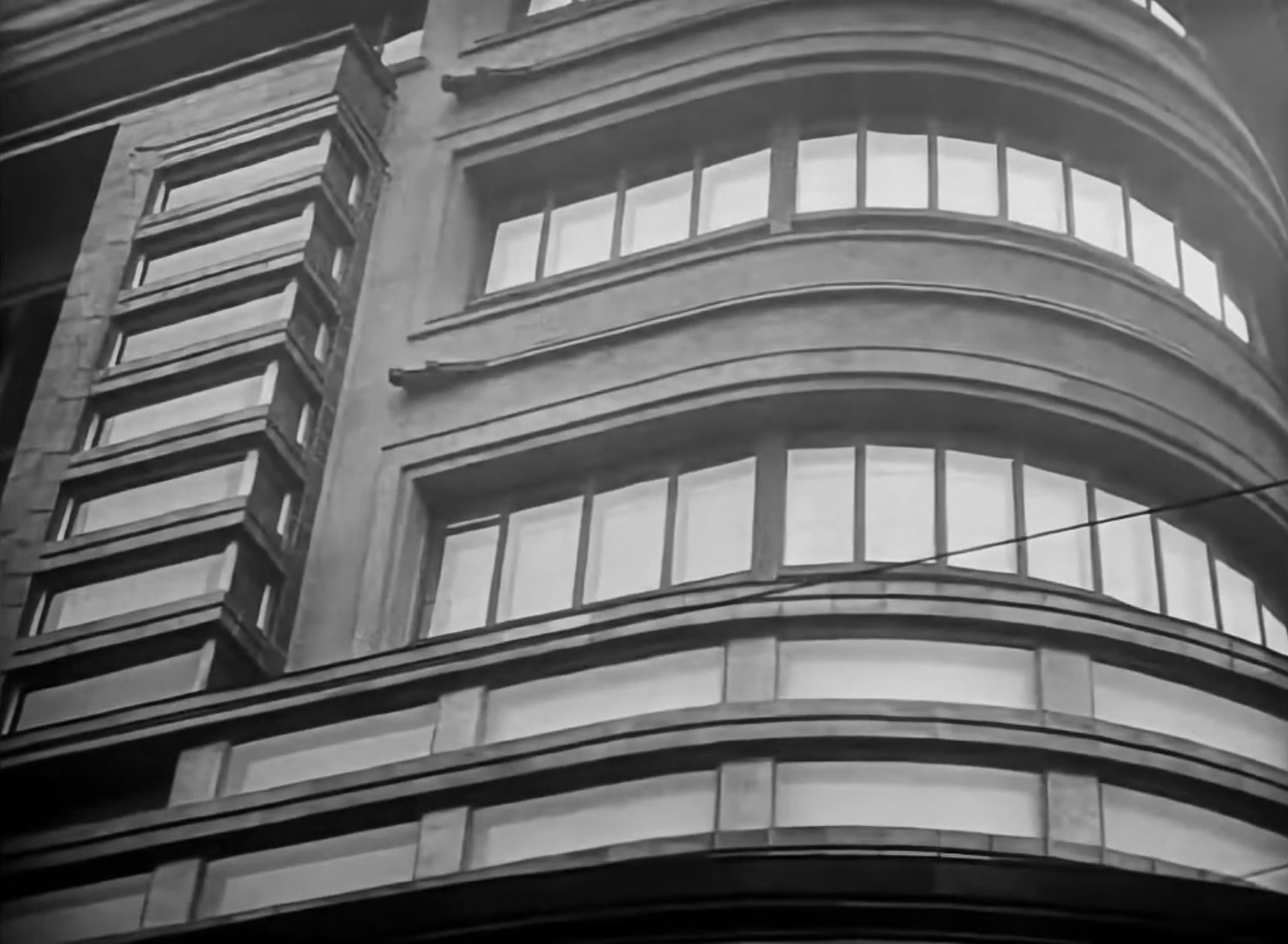
Aus: Berlin. Die Sinfonie der Großstadt, 1929

Die Liste deutscher Dokumentarfilme enthält deutsche Dokumentarfilme in Auswahl. Sie sollten einen Wikipedia-Artikel oder eine besondere Bedeutung haben.

## Deutschland 1895–1932

### 1895–1914
Seit 1895 wurden Dokumentarfilme im Deutschen Kaiserreich gedreht
- 1895: Wintergartenprogramm (mit Das boxende Känguruh), von Max Skladanowsky, erste öffentliche Aufführung von Filmen im Deutschen Reich
- 1896: Ankunft eines Eisenbahnzuges, Leben und Treiben am Alexanderplatz in Berlin, Unter den Linden, Die Wache tritt ans Gewehr, Alarm bei der Berliner Feuerwehr, Ausfahrt nach dem Alarm, von Max Skladanowsky
- 1908: Der Räuberhauptmann von Köpenick und seine Begnadigung
- 1909: Besuch des englischen Königspaares in Berlin am 9.2.1909
- 1909: Zeppelin III in Berlin am 29.8.1909
- 1913: Mit der Kamera im ewigen Eis. Die Tragödie der Schröder-Stranz-Expedition

### 1914–1918
Während des Ersten Weltkrieges wurden zahlreiche Propagandafilme vom Bild- und Filmamt (BUFA) produziert
- 1917: Der Kaiser bei unseren türkischen Verbündeten
- 1917: Graf Dohna und seine Möwe
- 1917: Der magische Gürtel, aus dem Mittelmeer
- 1917: Bei unseren Helden an der Somme,
- 1917: Luftkämpfe. Ein Tag bei einer Luftstaffel im Westen
- 1918: S.M. Hilfskreuzer „Wolf“, aus Kiel

### 1919–1932
In der Weimarer Republik entstanden viele Dokumentarfilme, die meist als Kulturfilme bezeichnet wurden. Zu den bekanntesten gehören
- 1920/1921: Das Wunder des Schneeschuhs, von Arnold Fanck, 66 min., Skilehr- und Naturfilm, erster Dokumentarfilm in Spielfilmlänge weltweit
- 1922: Die Grundlagen der Einsteinschen Relativitätstheorie
- 1922–1925: Das Blumenwunder, Zeitrafferaufnahmen von Pflanzen
- 1922–1930: Schaffende Hände, von Hans Cürlis, über 60 Kurzfilme von bildenden Künstlern bei der Entstehung eines Werkes
- 1924: Das Wolkenphänomen von Maloja, von Arnold Fanck, Kurzfilm
- 1925: Wunder der Schöpfung, Lehrfilm über das Universum
- 1925: Wege zu Kraft und Schönheit von Wilhelm Prager, Plädoyer für mehr gesunde Bewegung, einer der wichtigsten Dokumentarfilme dieser Zeit
- 1925: Die Stadt der Millionen. Ein Lebensbild Berlins, von Adolf Trotz, experimenteller Film
- 1927: Berlin. Die Sinfonie der Großstadt, von Walter Ruttmann, gilt als einer der bedeutendsten deutschen Dokumentarfilme überhaupt
- 1927/1928: Der Weltkrieg, von Leo Lasko, zweiteiliger Kompilationsfilm
- 1927–1930: Im Auto durch zwei Welten, von Carl Axel Söderström, Roadmovie mit Clärenore Stinnes einmal um die Erde
- 1928: Im Schatten der Maschine, von Albert Viktor Blum und Leo Lania, kritischer Kurzkompilationsfilm über die neue Technik
- 1928: Weltwende, von Carl Junghans, längerer Kompilationsfilm
- 1929: Markt in Berlin von Wilfried Basse, Kurzfilm über einen Markttag am Wittenbergplatz
- 1929: Melodie der Welt, von Walter Ruttmann, Kompilationsfilm
- 1930: Zeitprobleme: Wie der Arbeiter wohnt, von Slatan Dudow, Kurzfilm
- 1931: Bunte Tierwelt, von Ulrich K. T. Schulz, erster deutscher Farbfilm
- 1932: Verkannte Menschen, von Alfred Kell, über Gehörlose
- 1932: Erwerbslose kochen für Erwerbslose, von Ella Bergmann-Michel, Kurzfilm, erster Dokumentarfilm einer Filmemacherin mit häufigeren Aufführungen

### Dokumentarfilme mit kurzer Spielfilmhandlung
Zu den bekanntesten Dokumentarfilmen mit einer kurzen Spielfilmhandlung aus dieser Zeit gehörten (keine Dokudramas)
- 1926: Milak, der Grönlandjäger, über eine Expedition
- 1926: Die Biene Maja und ihre Abenteuer, von Waldemar Bonsels, Naturfilm mit Handlung
- 1927: Natur und Liebe. Vom Urtier zum Menschen, von Ulrich K. T. Schulz, über die Entwicklung des Lebens von den Anfängen bis zur Gegenwart
- 1929: Menschen am Sonntag, von Edgar G. Ulmer und Robert Siodmak, Drehbuch Billy Wilder, mit vielen Dokumentaraufnahmen des Alltags in Berlin
- 1929: Um’s tägliche Brot (Hunger in Waldenburg) von Piel Jutzi
- 1929: Brüder, von Werner Hochbaum
- 1929: Kuhle Wampe oder: Wem gehört die Welt?, von Söatan Dudow, bekanntester proletarischer Film aus dieser Zeit

## Deutschland 1933–1945
Die bedeutendste Dokumentarfilmerin dieser Zeit war Leni Riefenstahl, besonders ihre Filme Olympia und Triumph des Willens gelten als künstlerisch anspruchsvoll trotz der politischen Ausrichtung. Die meisten anderen deutschen Dokumentarfilme dieser Ära waren stark propagandistisch beeimflusst.

## DDR 1949–1990

### DEFA-Dokumentarfilme
Im DEFA-Studio für Dokumentarfilme entstanden etwa 10.000 Produktionen zwischen 1945 und 1993, die meisten davon Kurzfilme.
Zu den bedeutendsten gehören
- 1960–2006 Die Kinder von Golzow, von Winfried und Barbara Junge, Langzeitdokumentation über Bewohner eines Dorfes
- 1985–1988 Flüstern und Schreien von Dieter Schumann, über unangepasste Jugendbands in der DDR
- 1988 Winter adé, von Helke Misselwitz, kritischer Film über die Situation von Frauen in der DDR

Weitere wichtige Dokumentarfilmer waren Jürgen Böttcher, Volker Koepp und weitere.

### Fernsehdokumentationen
Im Fernsehen der DDR (zeitweise Deutscher Fernsehfunk) wurden zahlreiche Reportagen und Dokumentationen gezeigt. Diese waren aber meist staatsnaher als einige DEFA-Dokumentarfilme, da sie ein breiteres Publikum erreichten und stärker kontrolliert wurden. Einige wurden speziell vom DEFA-Studio für Dokumentarfilme für das Fernsehen hergestellt und nur dort gezeigt (siehe DEFA-Dokumentarfilme, bei Bemerkungen zu deneinzelnen Filmen).
Einige Dokumentarfilme, die vom DDR-Fernsehen produziert wurden, waren (kleine Auswahl)
- 1970 Sonntag, den ..., von Bernd Scharioth, mit Texten von Brigitte Reimann und Liedern mit Manfred Krug, 1977 verboten, 1984 vernichtet, 2023 Kopie entdeckt
- 1973 Ändere die Welt, sie braucht es, von Günter und Jutta Lippmann, über den Komponisten Hanns Eisler
- 1977 Berliner in Pankow, von  Ulrich Teschner
- 1980 Ein Haus in Berlin Prenzlauer Berg, von Rainer Pavel, mit Gesprächen mit Hausbewohnrrn, zu Buch Berliner Mietshaus von Irina Liebmann
- 1983 Gundi Gundermann, von Richard Engel, über populären Sänger
- 1986 Offiziere (1986), über zwei NVA-Offizier
- 1986 Chef des Generalstabes oder Tod auf dem Schafott, von Ulrich Teschner, über Henning von Treskow
- 1989 Ist Leipzig noch zu retten?, von Gerlinde Marquardt, für neues Politikmagazin Klartext, über verfallende Altbausubstanz
- 1990 Inside – Outside, von Lilly Grote, für Klartext, über Wohnheim für moçambiquanische und angolanische Kinder

### Staatliche Filmdokumentation
Beim Filmarchiv der DDR gab es eine Arbeitsgruppe Staatliche Filmdokumentation, die Filme über Personen, Gebäude, und weitere Sachthemen anfertigte, die aber in der Regel nicht öffentlich gezeigt wurden. Diese unterlagen deshalb keiner formalen Zensur und boten so ein authentischeres Bild des DDR-Alltags als die meisten öffentlich gezeigten Filme.
Über 300 sind erhalten und einsehbar, zu den bemerkenswertesten gehören
- 1973 Ackerstraße, von Veronika Otten, mit Ansichten der Grenzanlagen in Berlin
- 1979 Almstadtstraße, von Veronika Otten, mit Gesprächen zur jüdischen Geschichte der Straße
- 1984 Das Haus, von Thomas Heise, mit Aufnahmen aus dem Berolinahaus am Alexanderplatz bei verschiedenen Behörden
- 1985 Volkspolizei, von Thomas Heise, aus einem Polizeirevier mit authentischen Aufnahmen des Berufsalltags

### Studentenfilme
An der Hochschule für Film und Fernsehen in Potsdam-Babelsberg drehten die Studierenden jeweils mehrere Filme, darunter auch Dokumentarfilme. Einige waren recht innovativ, wurden aber nur selten in der Öffentlichkeit gezeigt. Diese werden in der Gegenwart gelegentlich bei Retrospektiven auf Filmfestivals und in Programmkinos gezeigt.

### Weitere Filmdokumentationen
Die Wochenschau Der Augenzeuge lief von 1946 bis 1980 als Vorprogramm von Kinofilmen.
Daneben ließen viele Einrichtungen und Organisationen Lehrfilme und Dokumentationen anfertigen, darunter Betriebe (wie die Deutsche Reichsbahn), Massenorganisationen, die Nationale Volksarmee und Ministerien. Besonders aufschlussreich sind einige erhaltene Lehrfilme des Ministeriums für Staatssicherheit, wie Revisor – ungesetzliche Verbindungsaufnahme (1984).

## Bundesrepublik Deutschland 1949–1990
Zu den wichtigsten westdeutschen Dokumentarfilmern dieser Zeit gehörten Bernhard und Michael Grzimek, Peter Nestler, Klaus Wildenhahn, Erika Runge, Helmut Herbst, Eberhard Fechner, Werner Herzog, Theo Gallehr, Rolf Schübel, Peter Schamoni, Peter Krieg, Jutta Brückner, Helke Sander, Peter Heller, Harun Farocki und Wim Wenders.
Es sind einige bekanntere Dokumentarfilme aufgeführt, weitere sind in den Artikeln zu den Regisseuren angegeben
1951
- Abenteuer im Roten Meer, von Hans Hass, Taucherfilm

1952
- Der gehorsame Rebell, von Curt Oertel, erster Lutherfilm nach 1945, nit Aufnahmen in Ost- und Westdeutschland

1953
- Nanga Parbat, von Hans Ertl, über die Erstbesteigung des Nanga Parbat

1954
- Unternehmen Xarifa, von Hans Hass, Taucherfilm

1955
- Im Schatten des Karakorum, von Eugen Schuhmacher, über Expedition in der Wuste

1956
- Kein Platz für wilde Tiere, von Michael und Bernhard Grzimek

1958
- Traumstraße der Welt, 1. Teil, von Hans Domnick, Reisefilm von Alaska bis Mexiko

1959
- Serengeti darf nicht sterben, von Michael und Bernhard Grzimek, erster Oscar für einen deutschen Dokumentarfilm

1960
- Mein Kampf, von Erwin Leiser, über Hitler, die Nazi-Diktatur und den 2. Weltkrieg

1961
- Brutalität in Stein, von Alexander Kluge und Peter Schamoni, über das Reichsparteitagsgelände in Nürnberg
- Kahl, von Haro Senft, über das Kernkraftwerk Kahl, Oscar-Nominierung

1962
- Traumstraße der Welt, 2. Teil, von Hans Domnick, Reisefilm über Südamerika
- Notabene Mezzogiorno, von Hans Rolf Strobel und Heinrich Tichawsky, über Bodenreform und Industrialisierung in Süditalien. Filmband in Silber
- Flying Clipper – Traumreise unter weißen Segeln, von Hermann Leitner und Rudolf Nussgruber, über schwedisches Segelschulschiff im Mittelmeer
- Am Siel, von Peter Nestler, über ein Dorf an der Nordsee

1965
- Von Griechenland, von Peter Nestler

1966
- Ski-Faszination, von Willy Bogner junior

1967
- Romy – Portrait eines Gesichts, von Hans-Jürgen Syberberg, über Romy Schneider
- Die letzten Paradiese, von Eugen Schuhmacher , über gefährdete Tierarten
- Der Polizeistaatsbesuch. Beobachtungen unter deutschen Gastgebern, von Roman Brodmann, NDR, über den Schahbesuch in West-Berlin und die Folgen, einer der wichtigsten deutschen Dokumentarfilme dieser Zeit mit mehreren Filmpreisen
- Herbst der Gammler, von Peter Fleischmann, mit Grimme-Preis
- Helga – Vom Werden des menschlichen Lebens

1968
- Warum ist Frau B. glücklich?, von Erika Runge, mehrere Preise
- Heiligabend auf St. Pauli, von Klaus Wildenhahn

1969
- Nachrede auf Klara Heydebreck, von Eberhard Fechner, über eine West-Berliner Rentnerin, die sich das Leben nahm, mit drei Filmpreisen
- Der deutsche Kleinstädter, von Theo Gallehr und Rolf Schübel

1970
- Erinnerungen an die Zukunft, von Harald Reinl, Verfilmung von Erich von Dänikens Bestseller
- Zigeuner sein, von Peter Nestler, über die Geschichte und Situation von Sinti und Roma

1971
- Nicht der Homosexuelle ist pervers, sondern die Situation, in der er lebt, von Rosa von Praunheim
- Rote Fahnen sieht man besser, von Theo Gallehr und Rolf Schübel, über entlassene Arbeiter, mehrere Preise
- Land des Schweigens und der Dunkelheit, von Werner Herzog, über taubblinde Frau

1972
- Hundertwassers Regentag, von Peter Schamoni
- Richtung 2000 – Vorschau auf die Welt von morgen, von Arno Schmuckler und Peter Kerstan

1973
- Macht die Pille frei?, von Helke Sander, einer der wichtigsten westdeutschen Frauendokumentarfilme dieser Zeit
- Es kommt drauf an, sie zu verändern, von Claudia von Alemann, über die Ausbeutung von Fabrikarbeiterinnen, wichtiger Frauendokumentarfilm
- Schlacht um Berlin, von Franz Baake und Jost van Moor, über Kämpfe von 1945

1974
- Flaschenkinder, von Peter Krieg, über Kindernahrung eines Schweizer Konzerns in Afrika
- 5 Bemerkungen zum Dokumentarfilm, von Gisela Tuchtenhagen
- Die große Ekstase des Bildschnitzers Steiner, von Werner Herzog, über Skispringer, Grimme-Preis
- Analphabeten in zwei Sprachen, von Mehrangis Montazami-Dabui, über türkische Kinder in West-Berlin
- Allein machen sie dich ein, von Rauch-Haus-Kollektiv, über junge Bewohner eines besetzten Hauses in Berlin-Kreuzberg

1975
- Die Stationen der Lore Diener, von Ulrich Leinweber und Friedhelm Fett, über KZ-Überlebende, die in West-Berlin keine Anerkennung erhielt
- Tue recht und scheue niemand. Das Leben der Gerda Siepebrink, von Jutta Brückner

1976
- Ich bin ein Antistar – Das skandalöse Leben der Evelyn Künneke, von Rosa von Praunheim

1977
- Hitler – Eine Karriere, von Joachim Fest und Christian Herrendoerfer
- Fluchtweg nach Marseille, von Ingemo Engström und Gerhard Theuring, über den Fluchtweg der deutschen Emigration in Frankreich 1940/41
- Wachsam Tag und Nacht, über erfolgreiche Proteste gegen eine geplante Betriebsstillegung in Speyer

1978
- Lebens-Geschichte des Bergarbeiters Alphons S., von Gabriele Voss
- Deutschland im Herbst, von Alf Brustellin, Hans Peter Cloos, Rainer Werner Fassbinder, Alexander Kluge, Beate Mainka-Jellinghaus, Maximiliane Mainka, Edgar Reitz, Katja Rupé, Volker Schlöndorff, Peter Schubert, Bernhard Sinkel, über die RAF, mit Filmpreisen
- Zwischen zwei Kriegen, von Harun Farocki

1979
- Begegnung mit der alten Heimat, von Thomas Hartwig, über ein Besuchsprogramm für ehemalige jüdische Berliner in Israel  in ihre alte Heimatstadt zu kommen
- Von wegen „Schicksal“, von Helga Reidemeister, über geschiedene Mutter in West-Berlin, mit drei Preisen
- Unversöhnliche Erinnerungen, von Johann Feindt, Klaus Volkenborn, Karl Siebig, über zwei deutsche Kämpfer im Spanischen Bürgerkrieg auf den beiden gegensätzlichen Seiten
- Monarch, von Johannes Flütsch und Manfred Stelzer , über einen Glücksspielautomatenausräumer

1980
- Der Kandidat, von Stefan Aust, Volker Schlöndorff, Alexander Kluge und Alexander von Eschwege, über den Kanzlerkandidaten Franz Josef Strauß
- Septemberweizen, von Peter Krieg, über weltweite Nahrungsmittelverteilung, mit Grimme-Preis
- Schamanen im Blinden Land, von Michael Oppitz, ethnographischer Film aus Nepal
- Mbogos Ernte oder Die Teilung der Welt, von Peter Heller, über tansanische Baumwollbauern und ihre Abhängigkeit vom Weltmarkt

1981
- Zeugen – Aussagen zum Mord an einem Volk, von Karl Fruchtmann, erste Fernsehdokumentation über die Schoah, mit Berichten von 60 Überlebenden in Israel und Polen

1983
- Die nackten Füße Nicaraguas, über Fähre aus Bremen als Geschenk nach Nicaragua

1984
- Der Prozeß. Eine Darstellung des Majdanek-Verfahrens in Düsseldorf, von Eberhard Fechner, 3 Teile, über den Gerichtsprozess 1975–1981[10]

1985
- Dschungelburger – Hackfleischordnung. international, von Peter Heller, über Lieferketten von Rindfleisch, mehrere Preise
- Die Kümmeltürkin geht, von Jeanine Meerapfel

1986

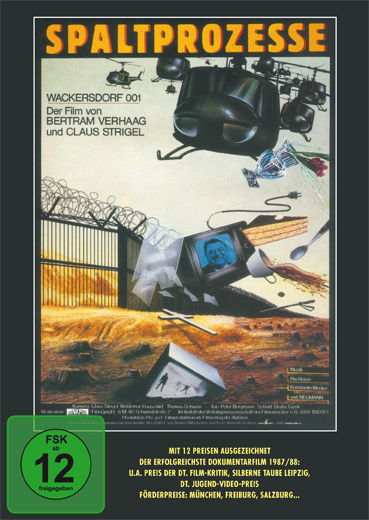
Spaltprozesse, 1986, Filmplakat

- Spaltprozesse, von Bertram Verhaag und Claus Striegel
- Ganz unten, von Jörg Gfrörer, Film zu Günter Wallraffs Buch Ganz unten

1987
- Rendezvous unterm Nierentisch, über Werbefilme in den 50er Jahren

1988
- Als die Liebe laufen lernte. Die Aufklärungsrolle, von Michael Strauven, über Aufklärungsfilme in der Bundesrepublik
- Restrisiko, von Bertram Verhaag und Claus Striegel, Trilogie über das AKW Wackersdorf

1989
- Step Across the Border, von Nicolas Humbert und Werner Penzel, über einen Multiinstrumentalisten
- Aufzeichnungen zu Kleidern und Städten, von Wim Wenders, über japanischen Modeschöpfers Yoji Yamamoto, nominiert für den Dokumentarfilm-Oscar
- Die Spur des Vaters – Nachforschungen über einen unbeendeten Krieg, von Christoph Boekel, Rekonstruktion der Route seines Vaters als Soldat in der Sowjetunion

1989/1990
- Novembertage. Stimmen und Wege, von Marcel Ophüls, über Ereignisse in der DDR